# Julie (cantante 1948)
Julie, nota anche come Angela Bini e Angela Bi, pseudonimo di Angela Cracchiolo (Terrasini, 23 aprile 1948), è una cantante italiana.

## Biografia
Debutta giovanissima con il suo vero nome nel 1962, al concorso "La voce della baia", classificandosi al secondo posto. Con il suo vero nome, Angela Cracchiolo, partecipa nel 1966 al Festival degli sconosciuti di Ariccia, presentando il brano La notte di Salvatore Adamo; non vince ma viene notata da un talent scout della Dischi Ricordi, che la mette sotto contratto, cambiandole il nome d'arte in Angela Bi. Nel 1967 partecipa in coppia con I Ribelli al Festival di Rieti, vincendolo. La canzone Quando la notte è prescelta come sigla finale dello sceneggiato RAI Sheridan - La donna di quadri.
Nel 1970 partecipa al Festival di Napoli 1970 con il brano di Zanfagna e Barile Perdutamente, eseguito in abbinamento con Raoul che raggiunge la finale, piazzandosi all'ottavo posto in classifica e vincendo il premio della critica. Nello stesso anno è presente a Un disco per l'estate 1970 con Tu felicità, scritta da Carla Vistarini, Luigi Lopez e Guido e Maurizio De Angelis. L'anno successivo torna al Festival di Napoli 1971 con Nun è straniero, scritta da Alberto Testa e Plinio Maggi. Nel 1972 incide la versione in italiano di Floy Joy delle Supremes, Perché non vuoi, con il testo in italiano scritto da Roberto Vecchioni. Nel 1973 partecipa alla Piedigrotta: Le nuove Canzoni di Napoli con il brano Canzone 'e cielo. Adottato lo pseudonimo Julie, incontra Giulio Todrani e forma il duo Juli & Julie.
Nel 1981 torna a incidere da solista, partecipa al 2º festival della canzone napoletana (durante la seconda serata), e l'anno successivo partecipa al Festival di Sanremo 1982 con Cuore bandito ma non riesce ad andare in finale. Dopo una ripresa dell'attività con Todrani, nel 1989 si ritira dal mondo dello spettacolo.

## Discografia

### Album
- 1974 - Angela Bini (Presence, ZSLPR 55905)

### Singoli
- 1967: Io voglio te/Il tempo è più forte di noi (Dischi Ricordi SRL 10-463; inciso come Angela Bi)
- 1967: Tu non sai/Quando la notte (Dischi Ricordi SRL 10-476; inciso come Angela Bi)
- 1969: L'estate si è nascosta/Moneta falsa (Carosello Cl 20230; inciso come Angela Bi)
- 1970: La grande paura/La prima pagina d'amore (Telerecord TLC-NP 511; inciso come Angela Bini)
- 1970: Tu felicità/L'alba (Telerecord TLC-NP 518; inciso come Angela Bini)
- 1970: Perdutamente/E ti desidero (Fontana Records 6026 014; inciso come Angela Bini)
- 1971: Nun è straniero/'a chitarra e 'o piscatore (Variety FNP-NP 10168; inciso come Angela Bini)
- 1971: Per carità lasciami entrare/Immagini (Variety FNP-NP 10172; inciso come Angela Bini)
- 1972: Resta qui/Perché non vuoi (Variety FNP-NP 10188; inciso come Angela Bini)
- 1973: Baciamo le mani/Notti santa (TRY Records TQ 3004; inciso come Angela Bini)
- 1973: Canzone 'e cielo/Ombre d'a sera (IDM 001; inciso come Angela Bini)
- 1981: Ricominciare/Ti parlerò (Yep, 00738; inciso come Julie)
- 1982: Cuore bandito/Un'isola (Yep, 5390 747; inciso come Julie)

### Discografia con Juli & Julie

#### Album
- 1975: Una storia d'amore (Yep, 00448)
- 1977: Liti d'amore (Yep, 04415)
- 1979: Nell'azzurro, domani... una rondine (Yep, 04420)

#### Singoli
- 1975: Una storia d'amore/Notte d'estate (Yep, 00666)
- 1976: Amore mio perdonami/Stare qui (Yep, 00676)
- 1976: Poesie d'amore/Ciao (Yep, 00681)
- 1977: Noi due e l'amore/Liti d'amore (Yep, 00685)
- 1977: Rondine/Eppure ti amo (Yep, 00696)
- 1979: Perdermi/Walkie talkie (Yep, 00720)
- 1979: Perdermi/Gioca (Yep, 00725; lato A stessa versione di 00720)
- 1985: Non spezzarmi il cuore/Come far l'amore (Ros Record, RRNP 102)